# Myotis capaccinii
Myotis capaccinii là một loài động vật có vú trong họ Dơi muỗi, bộ Dơi. Loài này được Bonaparte mô tả năm 1837.

## Hình ảnh

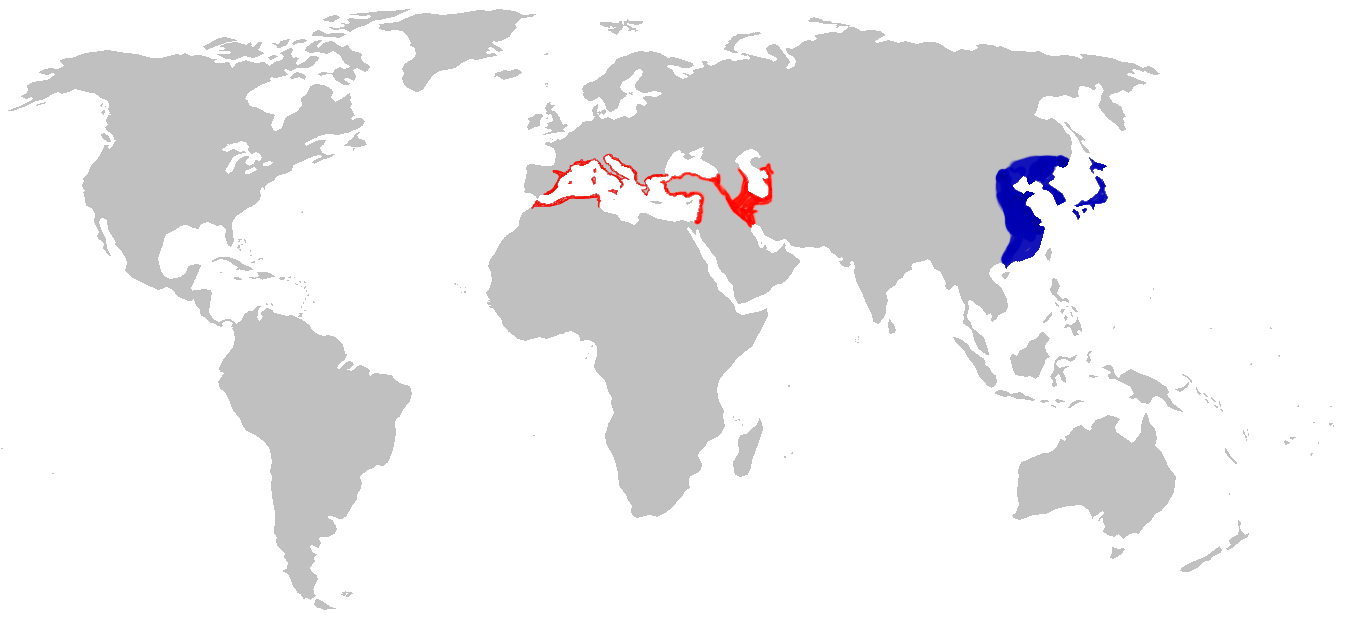
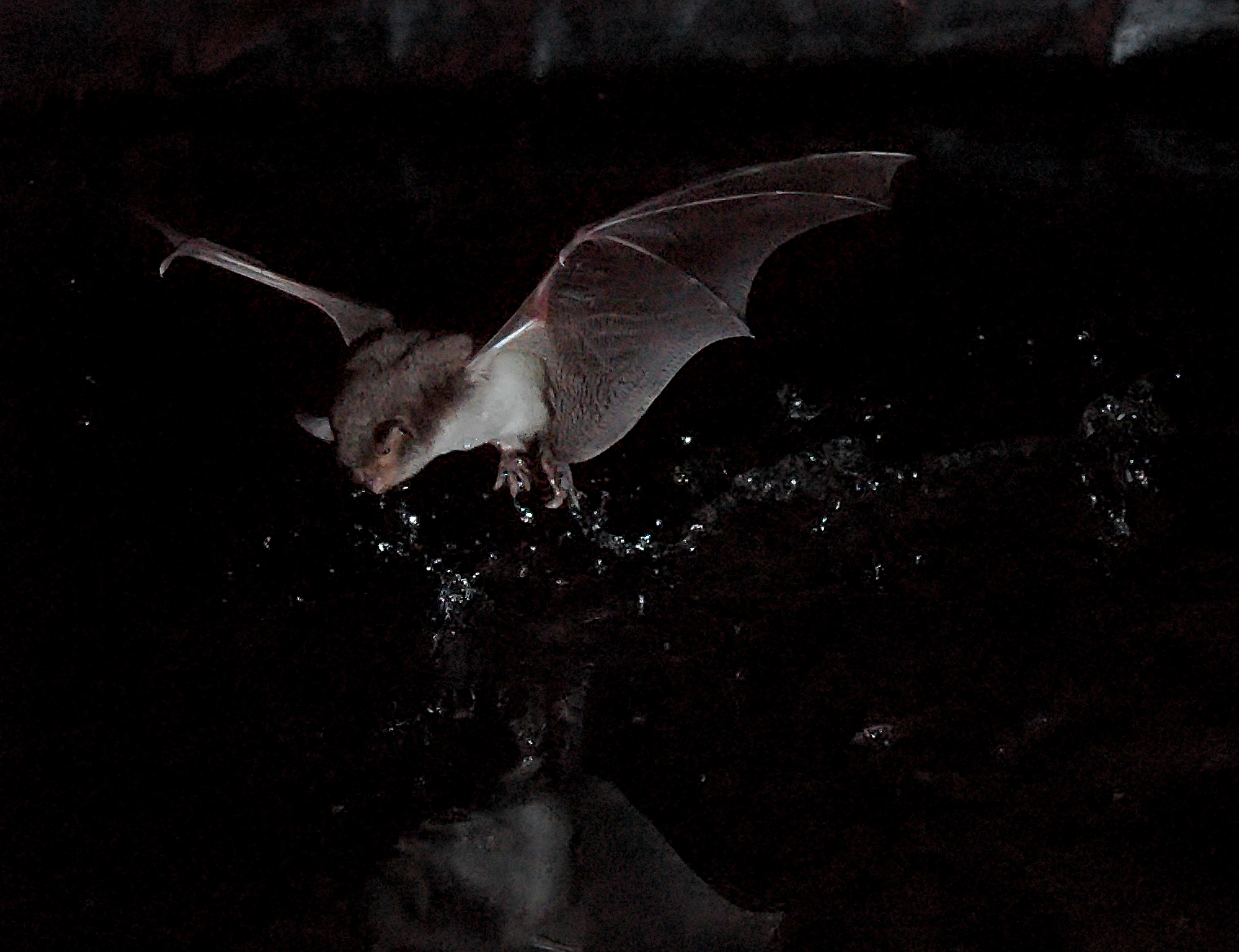